# Mesenbugten
Mesenbugten (russisk: Мезенская губа, tr. Mezenskaja guba) ligger i Arkhangelsk oblast og Nenets autonome okrug i det nordvestlige Rusland. Det er en af fire store bugte i Hvidehavet. De tre andre er Dvinabugten, Onegabugten og Kandalaksjabugten. Mesenbugten er den østligste af disse, og den ligger lige syd for Kaninhalvøen. Morzjovetsøen ligger ved indløbet til bugten. De to største floder, der udmunder i bugten, er Kuloj og Mesen. Bugten er 105 km lang og 97 km bred. Bugtens samlede areal er 6.630 km².
Tidevandet i Mesenbugten er op til 10 meter og er det kraftigste i Hvidehavet. Den nordlige del af bugten, lige syd for Morzhovets Island, krydses af polarcirklen.